# アイライン (化粧)

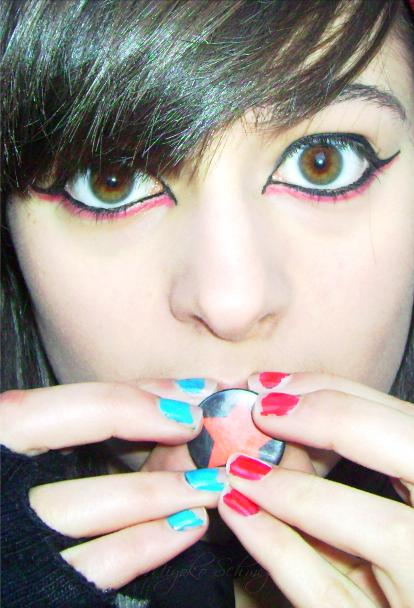
目を囲むようにアイラインを引いた女性

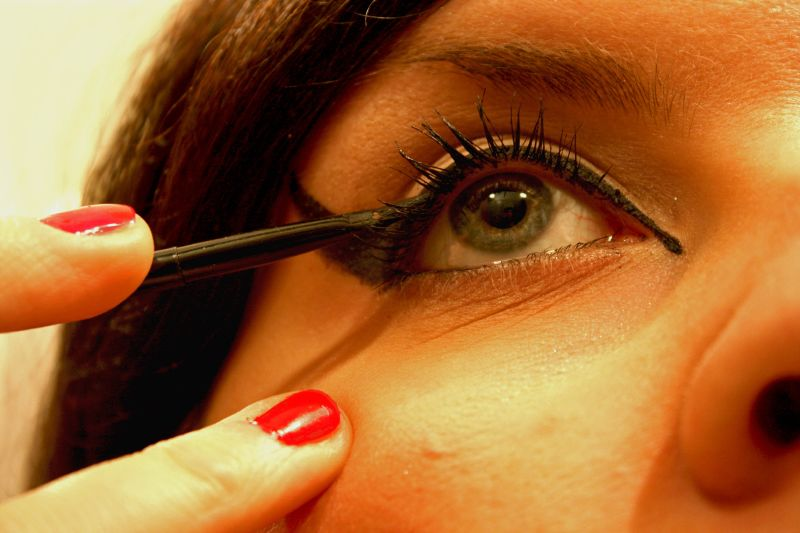
アイラインを引く

アイラインは睫毛の生え際辺りに線を引くアイメイクである。アイライナー（英: eye liner, eyeliner）とも。

## 概要
アイラインは化粧とくにアイメイクの一種であり、目の縁とくに睫毛の生え際辺りに線を引くものである。アイラインには目を大きく見せる効果がある（⇒#大きく見える）。アイラインを引くための専用化粧品が存在し、様々なタイプがある（⇒#アイライナー）。

## 効果

### 大きく見える
アイラインは目を大きく見せる（大きさ知覚を増大させる錯覚）効果がある。
アイラインの太さが中程度であるときに目の大きさ印象は最大化する（太すぎると効果が減衰する）。この効果はデルブーフ錯視で説明される。

## アイライナー
化粧品におけるアイライナーは目にアイラインを描くための道具である。
色は黒・ブラウン・ブルーなどの暗色がほとんどだが、赤や緑といった色も使われている。また、目の上側を暗い色、下側を白っぽい色で囲んで目を大きく見せる効果を強めることもある。
アイシャドーと色味などを合わせてセットで使われる事が多い。

### 種類
ペンシルタイプ
鉛筆状になっているタイプ。文房具の鉛筆のような形状のものと、芯の入ったカートリッジをホルダーにセットして使うタイプのものがある。穏やかな発色で、目もとを自然に強調するのに適している。また、色や質感によっては、広くぼかしてアイシャドー代わりに使うこともできる。
リキッドタイプ
液状になっているタイプ。マニキュアのようにボトルに入った液を内蔵のブラシで塗布するもの、筆ペン型になっているものなどがある。発色が良く、目もとをくっきりと強調するのに適している。また、ペンシルタイプよりも耐水性や耐油性が高く、にじみにくい。
ジェルタイプ
小さなボトルに入ったジェルを、付属のブラシで塗布するもの。リキッドタイプのように発色がよく、また半固形であるため乾きが早い。一般的に、落ちにくくにじみにくい物が多い。

## 名称
日本語では線そのものを「アイライン」と呼び、線を引く道具を「アイライナー」と呼ぶ。英語では線そのものを 英: eye liner と呼ぶ。すなわち「アイライン」は和製英語である。